# 罗马里奥·伊瓦拉
罗马里奥·伊瓦拉（西班牙語：Romario Ibarra，1994年9月24日—），厄瓜多尔男子足球运动员，司职中场。現效力於厄瓜多爾甲組足球聯賽球隊迪華利獨立。他曾代表厄瓜多尔国家队参加2022年国际足联世界杯，结果队伍止步小组赛阶段。

## 家庭
哥哥雷纳托·伊瓦拉。